# Звёздная легенда
«Звёздная легенда» (англ. Star Legend; ранее носило имена Royal Viking Queen, Queen Odyssey и Seabourn Legend) — круизное судно.

## Описание
Судно имеет водоизмещение 9961 тонну, его длина составляет 135 метров, ширина — 20,5 метров, осадка — 5,415 метров, мощность двигателей — 7280 кВ, максимальная скорость — 35,6 км/ч (крейсерская — 30 км/ч). На борту одновременно могут находиться до 212 пассажиров и 164 членов экипажа.
Судно было построено немецкой компанией Schichau Seebeck и ныне принадлежит компании Windstar Cruises. «Близнецами» «Звёздной легенды» являются суда Star Pride и Star Breeze.

## История
Строительство судна началось 26 апреля 1990 года и окончилось в мае следующего года. Спуск на воду состоялся 1 февраля 1992 года, а с 11 по 29 февраля того же года оно совершило своё первое плавание.
Порт приписки судна с начала работы и до 1996 года, а также с 2001 года по настоящее время — Нассау (Багамские Острова), а с 1996 по 2001 год — Осло (Норвегия).
Владельцы судна: Royal Viking Line (последний и самый маленький корабль компании) — с начала эксплуатации до 1996 года, Seabourn Cruise Line — с 1996 по апрель 2015 года и Windstar Cruises — с мая 2015 года по настоящее время.
В фильме 1997 года «Скорость 2: Контроль над круизом» судно (тогда под названием Seabourn Legend, название для ленты менять не стали) «сыграло главную роль»: на этом судне разворачивались все события картины, а в финале корабль «въехал» в Мариго, столицу Сен-Мартена.